# Prado de asfódelos
En la mitología griega se conoce como el prado de asfódelos o los Campos de Asfódelos (en griego ἀσφοδελὸς λειμών, asfodelós leimón (‘prado de asfódelos’) a una región de inframundo donde la inmensa mayoría de las almas ordinarias eran enviadas después de su muerte. Se trata de una de las tres secciones bien definidas dentro de los dominios subterráneos de Hades, junto con los campos Elíseos ―reservados para los héroes y semidioses (como Aquiles y Helena)― y el Tártaro ―reservado para criminales de noble abolengo (como Sísifo, Tántalo o los titanes)―. Homero es prácticamente el único autor en citar a los prados y de una manera indefinida pues no delimita bien sus fronteras, y los incluye dentro de la geografía del Érebo subterráneo.

## En los textos homéricos
Homero menciona estos prados tres veces en la Odisea. La primera vez como:
«El alma del rápido Eácida [Aquiles] fuese por el prado de asfódelos dando sus pasos gigantes, satisfecha [su alma] de oír el honor que alcanzaba su hijo».
El autor dice que allí se reunían las sombras de otros difuntos, refiriendo sus cuitas. Allí Odiseo también pudo ver a Áyax y a Minos, que se encontraba juzgando a las otras sombras. Homero vuelve a mencionar de nuevo los prados:
«Vino luego a mostrarse a mis ojos Orión, el gigante; aun allí por el prado de asfódelos sigue a la caza de las fieras que en vida mató por las sierras bravías, empuñando su maza de bronce jamás quebrantada».
Homero nos habla del viaje de los fallecidos de manos de Hermes como psicopompo. Hacia él convocaba las almas de los muertos recién fallecidos. Llevaba su caduceo en las manos, vara hermosa y dorada, que tienen el poder de dormir a los hombres o sacarles del sueño. Una vez despiertos Hermes se lleva sus almas, que daban agudos chillidos detrás de él, como murciélagos dentro de una caverna que, si alguno se cae de su piedra, revuelan y gritan y agloméranse llenos de espanto. Así marchaban con lamentos y en grupo las almas en pena, detrás de Hermes, que con sus pasos los guiaba por las rutas subterráneo. El recorrido que seguía era el siguiente:
«Del océano a las ondas llegaron, al cabo de Leucas, a las puertas del sol (πύλαι Ἥλιοι), al país de los sueños (δήμος ὄνειροι), y pronto descendiendo vinieron al prado de asfódelos, donde se guarecen las almas (ψυχάι), imágenes (εἴδωλα) de hombres exhaustos».

## Interpretaciones posteriores
Graves dice que la primera región del Tártaro contiene los tristes Campos de Asfódelos, donde las almas de los héroes vagan sin propósito entre las multitudes de muertos menos distinguidos que se agitan como murciélagos y donde solamente Orión tiene todavía valor para cazar a los ciervos espectrales. No hay uno solo que no prefiriese vivir esclavo de un campesino pobre a gobernar en todo el Tártaro. Su único placer consiste en las libaciones de sangre que les proporcionan los vivientes; cuando las beben vuelven a sentirse casi hombres. Más allá de esas praderas se hallan el Erebo y el palacio de Hades y Perséfone. Aunque la tablilla órfica de la que Graves se hace eco no habla en sí de los prados asfódelos al menos la lámina de Turio nos habla de los «prados de Perséfone», que razonablemente pudiera ser otra advocación a los prados de asfódelos.
El prado no tiene nombre en sí mismo, tan sólo es definido por la flor del asfódelo, que abunda en ese lugar. No hay consenso común acerca de por qué este prado está asociado con esa flor. Muchos poetas antiguos y comentaristas homéricos entienden que el adjetivo asphodelòs significa «florido», «fragante» o «fértil». Otros, en cambio, dicen que la esta planta tan poco atractiva fue elegida por los griegos por su color gris fantasmagórico, apropiado para la atmósfera sombría del inframundo.
El historiador británico Robert Graves (1895-1985) dice que el adjetivo homérico asphodelós, aplicado solamente a leimón (‘pradera’), probablemente no significa la flor de ‘asfódelos’ sino ‘en el valle de lo que no se reduce a cenizas’
o sea el alma del héroe después de haber sido quemado su cuerpo; excepto en la Arcadia, donde se comían bellotas, las raíces y semillas de asfódelo, ofrecidas a esas almas, constituían la dieta griega corriente antes de la introducción del cereal. Los asfódelos se dan en abundancia incluso en las islas que carecen de agua, y las almas, como los dioses, son conservadoras en su régimen alimenticio.
Los campos de asfódelos son el lugar donde reposaban las almas de aquellos que tuvieron una vida equilibrada respecto a los conceptos representativos del bien y el mal. Esencialmente, era una llanura de flores del género de los asfódelos, que también era la comida favorita de los muertos.